# 戈爾德哈姆巴赫河
51°30′04″N 7°09′32″E / 51.501128°N 7.158830°E
戈爾德哈姆巴赫河（德語：Goldhammer Bach），是德國的河流，位於該國西部，處於北萊茵-威斯特法倫州，屬於許勒巴赫河的左支流，河道全長5公里，流域面積17平方公里。